# Museo Itinerante Arte por la Memoria
El Museo Itinerante Arte por la Memoria es una museografía alternativa e independiente que surge en el año 2009 en Lima, Perú. Su objetivo es mantener una memoria histórica viva de nuestro pasado reciente de violencia política a través del arte y de un enfoque intercultural e interdisciplinario. 

## Propuesta
Es un museo ambulante que se instala en el espacio público y que recoge piezas de arte sobre el periodo de violencia política y la época del terrorismo en Perú (1980 - 2000), sus causas y consecuencias en el presente. A partir del arte, busca sensibilizar y generar diálogos en relación con las diversas memorias de la violencia política y la defensa de los derechos humanos.
El museo es de naturaleza ambulante y flexible, si bien el proyecto ha sido concebido como una exhibición para espacio público, también ha ido amoldándose a las condiciones y estructuras de diversas geografías. El MIAXM ha sido expuesto en plazas públicas, parques zonales, barrios, universidades, aulas de clase, galerías y museos. Así mismo se ha presentado en varias ciudades del Perú y en los Estados Unidos.    
La colección está compuesta por piezas de arte y producción simbólica de diversas técnicas y formatos que abordan el periodo de violencia política (1980-2000) así como las causas y consecuencias de esta. 
El trabajo del MIAxM lleva los memoriales fuera de los espacios ya consagrados, y al hacerlo interviene en los debates nacionales sobre la memoria con la esperanza de que sean pluralistas e inclusivos. Pero el MIAxM también rompe con el museo como espacio físico a través de sus intervenciones.

## Proyectos

### La exposición itinerante
La exposición es un detonante, un activador de debate y reflexión en el espacio público. Las piezas, colocadas en estructuras de andamios, fierros ranurados, toldos  u otras estructuras, irrumpen el cotidiano y en este sentido el Museo y la memoria van al encuentro de la gente. La disposición , la colección y el recorrido son cambiantes como metáfora de las memorias del conflicto, discursos y sensibilidades  en permanente construcción y cuestionamiento.
Así como el montaje de piezas no es estático su discurso tampoco lo es, cambia y se nutre constantemente de obras de los artistas de las comunidades visitadas para incorporar las memorias locales. Buscamos y propiciamos el diálogo.  Creemos que solo en el intercambio vivo de experiencias es que podremos acercarnos  a las diversas memorias con un enfoque crítico. El aprendizaje no es unidireccional, sino multidireccional.
Las dinámicas más interesantes son aquellas que podríamos llamar “diálogo ciudadano espontáneo”. No es raro encontrar debates acalorados, o incluso insultos, que se procesan luego colectivamente.  Así, la obra de arte se vuelve un detonante de reflexión crítica y memoria. 

### Tiempos de Memoria
Instalación – línea de tiempo que a modo de laberinto le propone al público un recorrido por la historia del periodo de violencia sufrido en el país andino recogiendo los principales sucesos ocurridos durante entre 1980 y 2000. Consta de cerca de 30 telas impresas serigráficamente instaladas en estructuras metálicas cuya disposición es variable según el espacio donde se presente. 

### Lugar de Memorias
Intervención en espacio público que consiste en dejar marcas en diversos espacios de la ciudad  en donde se cometieron violaciones de derechos humanos y que han sido borrados de la memoria colectiva.. Esto se realiza a través de un sistema de señaléticas similares a las de tránsito en las que se han tipificado diversos tipos de violencia.

### Murales comunitarios
Llamamos “mural comunitario” al mural que a diferencia del “mural de autor” se caracteriza por la participación de un colectivo de personas o integrantes de una comunidad tanto en la decisión de los temas y contenidos así como también en la realización del mismo. 

### Talleres
Recursos pedagógicos para reflexionar sobre el periodo de violencia política que vivió el Perú a partir de artefactos culturales.

## Instalaciones
Lugares donde se ha presentado el proyecto
- Huamanga
- Huancavelica
- Puno
- Cusco
- Lima
- Nueva York

## Premios
En el año 2012 el proyecto fue acreedor al Premio Nacional de Artes y Ciencias en Favor de los Derechos Humanos otorgado por las organizaciones de derechos humanos Equipo Peruano de Antropología Forense (EPAF), CHIRAPAQ, Movimiento Homosexual de Lima (MHOL) y GIM PERÚ.
En el año 2014 se hicieron acreedores del prestigioso Premio Príncipe Claus de la Fundación Holandesa Prince Claus.